# Windows Journal
Windows Journal és una aplicació creada per Microsoft i inclosa des de Windows XP fins a Windows 10. Aquesta App està pensada per usar-se amb pantalles tàctils i capturar dibuixos directament d'aquesta forma, també pot inserir imatges i text; els documents generats tenen extensió jnt.
El seu competidor és OneNote el qual està enfocat a capturar dades escrites per un teclat i a més té avançades de capacitats de sincronització amb OneDrive.

## Disponibilitat
Windows Journal va aparèixer en Windows XP. Des de Windows Vista aquesta disponible en totes l'edicions posteriors; el format .jnt és exclusiu d'aquesta App i és impossible convertir-ho per a la seva lectura en altres apps (Vendor Lock-in).

## Visor Windows Journal
Windows Journal Viewer, és una aplicació creada per Microsoft que permet a l'usuari la visualització de documents de Windows Journal sense la necessitat de tenir-ho instal·lat. La versió més recent publicada és la 1.5, disponible en Windows XP, Windows Server 2003.